# Vladlena Bobrovnikova
Vladlena Eduardovna Bobrovnikova, (ryska: Владлена Эдуардовна Бобровникова) född 24 oktober 1987 i Krasnodar, är en rysk handbollsspelare, vänsternia.

## Klubblagskarriär
Bobrovnikova spelade från 2004 i ryska klubben FK Kuban Krasnodar. Med Kuban spelade hon säsongen 2008–2009 kvartsfinal i EHF-cupen. Efter säsongens slut 2009 bytte hon klubb till serbiska klubben ŽRK Kikinda. I januari 2010 anslöt Bobrovnikova  till italienska förstaligakluben ASD HC Sassari. Med klubben vann hon 2010 och 2011 den italienska cupen. I oktober 2011 bytte hon klubb till ligarivalen HC Teramo. Med Teramo vann hon 2012 det italienska mästerskapet. Samma år återevände hon till Ryssland och skrev fördrag med GK Rostov Don.  Med Rostov fick hon 2012–2013 och 2013–2014 spela semifinal i Cupvinnarcupen. Hon vann med klubben 2015, 2017 och 2019 ryska mästerskapet. 2015  tog klubben hem segern i ryska cupen och 2017 vann man EHF-cupen. I maj  2017 tillkännagav Bobrovnikova  att hon var gravid.

## Landslagskarriär
Bobrovnikova spelar för det ryska  landslaget. Hon deltog i EM 2014 i sitt första mästerskap. Hon stod för fyra mål i den turneringen. Hon spelade sedan VM 2015 också där Ryssland kom på femte plats. Vid OS i Rio de Janeiro 2016 var hon med och vann guldet till Ryssland. Hon spelade också i EM 2016 i Sverige. Åren 2017 och 2018 var hon inte med i landslaget då hon var gravid och födde barn. I VM 2019 var hon med och tog hem en bronsmedalj till sitt ryska lag. Hon deltog i OS 2020 i Tokyo och tog silvermedalj. 